# Крейсера-скауты типа «Блонд»
Крейсера-скауты типа «Блонд» — серия крейсеров британского Королевского флота, построенная в 1910—1911 годах. Вторая партия Британских скаутов, которая строилась на Пембрук-Доке (англ.  Pembroke Dockyard). Проект стал развитием крейсеров типа «Бодицея». Всего было построено 2 крейсера: «Блонд» (англ. Blonde), «Бланш» (англ. Blanche).

## Конструкция

### Корпус
При водоизмещении 3350 дл. тонн (3400 тонн), корабли имели общую длину 405 футов (123,4 м), ширину 41 фута 6 дюймов (12,6 м) и осадку 15 футов 6 дюймов (4,7 м).

### Силовая установка
4 турбины Парсонса, 12 паровых котлов Ярроу. Нормальный запас угля 350 дл. т. Полный запас топлива — 780 дл. т угля и 190 дл. т нефти.

### Бронирование
Несли броневую палубу в районе машинных и котельных отсеков. По сравнению с прототипом толщина палубы была увеличена до полутора дюймов.

### Вооружение
Изначально были вооружены 10 × 102 мм орудиями Mk VIII и двумя 21-о дюймовыми торпедными аппаратами. Так же вооружались четырьмя 47-мм салютными пушками.

## Служба
- «Блонд» — заложен 06 декабря 1909 г., спущен 22 июня 1910 г., в строю с июня 1911 г. В сентябре 1917 перестроен в минный заградитель, но в минных постановках не участвовал.
- «Бланш» — заложен 6 июня 1908 г., спущен 20 марта 1909 г., в строю с февраля 1910 г. В марте 1917 перестроен в минный заградитель.[1]

Во время Первой мировой переклассифицированны сначала в лёгкие крейсера, потом в минные заградители.